# Interessenverband Deutsches Internet
Der Interessenverband Deutsches Internet sieht sich als Informations- und Schutzgemeinschaft der Internetnutzer in Deutschland und als Träger gemeinnütziger Internet-Projekte dem Verbraucherschutz verpflichtet.
Der Verband wurde 1996 von Jochen Diebel gegründet und ist Träger für die deutschen Robinsonlisten (E-Mail, Telefon, Post, Fax) mit rund 3,6 Mio. Einträgen in der Werbesperrliste. Vorstand des Verbandes ist Daniel Simon.

## Geschichte
Der Verein wurde Anfang 1996 ursprünglich als redaktionelles Informationsportal für das Internet gegründet und wenig später zum Dienst für den Verbraucherschutz weiter entwickelt. Im Jahre 2001 erfolgte die Registrierung als eingetragener Verein. Fachleute und Unternehmen unterstützen als Hauptmitglieder die Arbeit des Verbands.